# 多毛小蜡
多毛小蜡（学名：Ligustrum sinense var. coryanum）为木犀科女贞属小蜡的变种。分布在中国大陆的云南、四川等地，生长于海拔500米至2,500米的地区，一般生长在疏林、密林中、山地混交林中、山坡灌丛及林缘，目前尚未由人工引种栽培。